# Kostel Nanebevzetí Panny Marie (Ľubica)
Kostel Nanebevzetí Panny Marie v Ľubici je největší dvojlodní románsko-gotický kostel na Spiši. Byl vybudován německými kolonisty v 13. století na vyvýšenině v obci Ľubica, v okrese Kežmarok, v Prešovském samosprávném kraji. Kostel byl původně postaven v románském slohu se čtvercovou svatyní, až později v roce 1330 byl přebudován a rozšířen v gotickém stylu do dnešní podoby. Je veden v seznamu kulturních památek Slovenska, a v dnešní době se využívá jako hlavní farní kostel římskokatolické farnosti v Ľubici.

## Historie
Kostel byl původně postaven německými kolonisty v 13. století kolem roku 1260 na vyvýšenině jako poměrně velká jednolodní stavba s čtvercovým presbytářem a věží v západním průčelí. Později v 14. století, místní věřící začali s úpravami kostela. Kolem roku 1330 prodloužili presbytář o polygonální závěr, který byl zpřístupněn novým portálem. O 30. let později kolem roku 1360 byla středová loď zaklenuta na tři středové pilíře, čímž se kostel přeměnil na dvojlodní. K severní straně byla přistavena sakristie. Kostel následně v 15. století utrpěl během husitských válek a později byl vypálen vojsky Jana Jiskry z Brandýsa, proto se nezachovala žádná původní výbava kostela. V pozdějších dobách byl kostel doplnění a postupně vybaven pozdě-gotickým nábytkem (křtitelnice, dřevěné lavice) a hodnotným oltářem z dílně Mistra Pavla z Levoče. Z toho zařízení se zachovala pouze oltářní skříň se sochami Panny Marie, Ježíše a dvou světic.
Mezi lety 1546 a 1674 byl kostel ve zprávě evangelické církve.
V roce 1706 kostel při požáru vyhořel, přičemž byla poškozena hlavní věž a hlavní oltář. Věž byla později dobudována a oltář byl doplněn dílnou Vavřince Olafa Engelholma. Tuto opravu si objednal na vlastní náklady kněz Juraj Rayscher.
Piarista P. Anton Wisniewski dal v 18. století kostelu dnešní podobu. Opravil sakristii a nechal do ní vytvořit nový vstup. V roce 1766 pak pořídil pro kostel dva nové boční oltáře. Největší změnu však realizoval v roce 1772, kdy dal celý interiér vymalovat dodnes zachovanou iluzivní malbou, dal pozlatit hlavní oltář spolu s bočními a dal zhotovit do lodě nové lavice. Při dalším rozsáhlém požáru v Ľubici v roce 1786 podlehl kostel spolu s jeho věží. Věž byla následně obnovena v roce 1792, přičemž dostala barokní podobu. V letech před první světovou válkou kostel utrpěl několik ztrát. V letech 1916–1917 zrekvírovalo vojsko z kostela tři zvony z let 1624, 1757 a 1814. Rovněž vzali i 80 píšťal z varhan a měděný plech ze střechy kostela, takže kostel byl dlouhá léta jen provizorně zakryt. I tato provizorní střecha podlehla požáru v roce 1934, což vyvolalo v letech 1936–1937 rozsáhlé opravy kostela. Kostel byl zastřešený, a věž dostala novou helmici v původním barokním tvaru, kostel byl vydlážděný a taktéž byly opraveny oltáře spolu s malbou v interiéry. Poměrně velké opravy proběhly i v 60. letech 20. století a v roce 1986.

## Architektura
Kostel je považován za největší dvoulodní stavbu na Spiši. Skládá se z podélného, polygonálně ukončeného presbytáře se sakristií na severu, z dlouhého loďového korpusu s jižní předsíní a z mohutné hranolové věže ukončené nástavbou s cibulovitou barokní hlavicí a gotickým oknem nad kterým byla vybudován kovový ochoz, který sloužil jako ochrana proti požáru. Spodní část věže spolu se schodištěm do prvního patra jsou románské. Závěr presbytáře podpírají jednou odstupňované opěráky s pultovými stříškami. Jižní a severní stranu kostela podpírají dodatečné mohutné opěrné pilíře, postavené většinou mimo klenební pole. Všechna lomená okna lodě jsou umístěna na jižním průčelí. Kostel měl původně 5 vstupů, ale několik z nich bylo v pozdějších dobách zazděno. Kněžiště, které je téměř stejně široké jako dvojlodí, je zaklenuto jedním čtvercovým polem křížové klenby a pětiosminovým závěrem. Sakristie je zaklenuta třemi čtvercovými křížovými klenbami. Dvojlodí je zaklenuto také křížovou klenbou kterou uprostřed podpírají tři polygonální sloupy s polygonálními sokly, navrchu ukončenými jemnou profilací, které jsou umístěné za sebou v středové podélné ose.

### Interiér

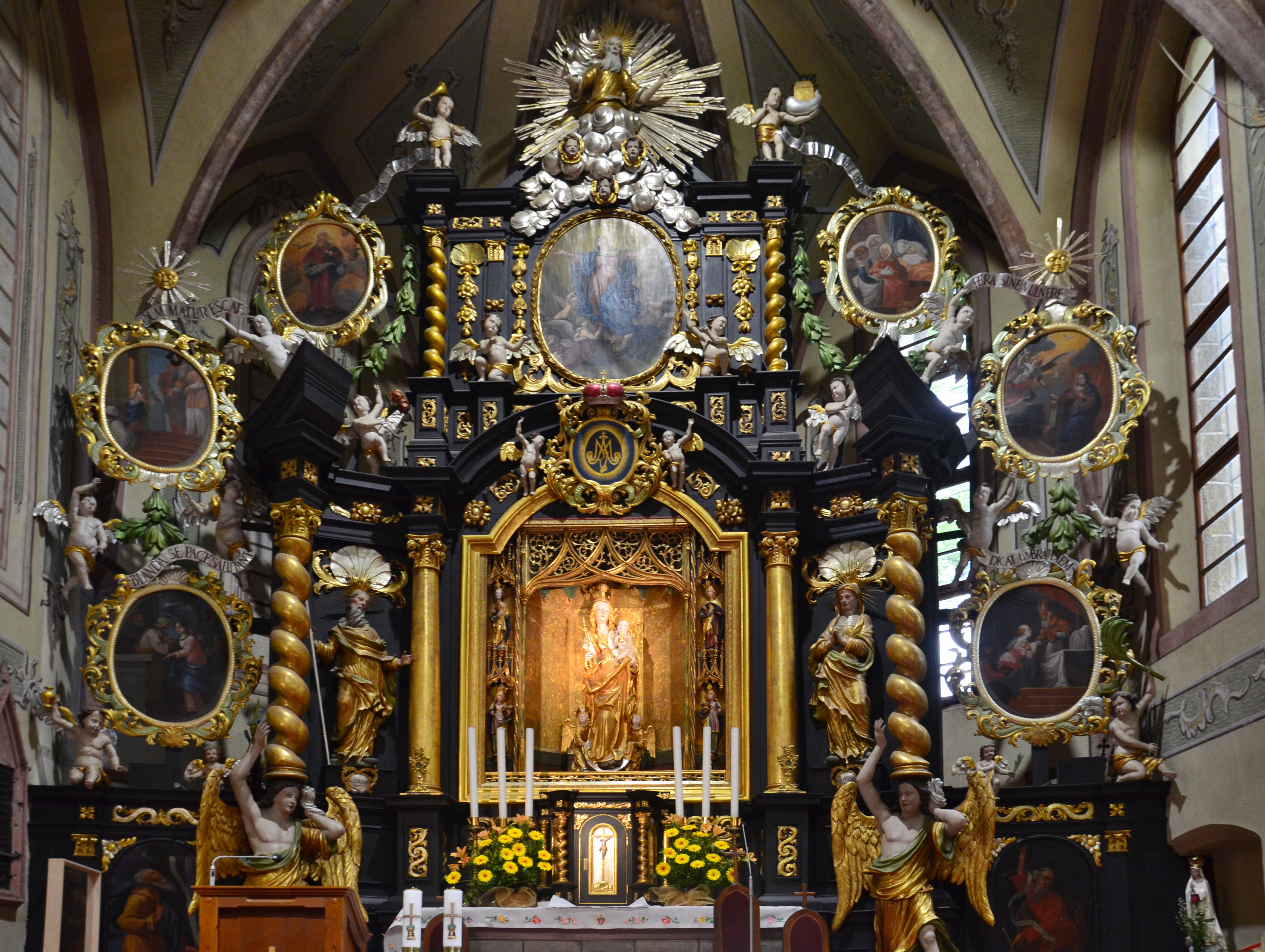
Hlavní oltář zasvěcený Nanebevzetí Panny Marie

Po vstupu do kostela se před očima otevírá monumentální dvojlodí zaklenuté křížovými klenbami s profilovanými žebry, které podpírají tři mohutně kamenné pilíře umístěny ve středové ose kostela. Na obvodových stěnách dosedají žebra, která se zde často nepravidelně protínají, na konzoly ve tvaru různých hlaviček s římsami na vrchu. V zadní části lodě se nachází dřevěná pozdě renesanční varhanní empora ze 17. století postavená na šesti sloupech, na kazetách se nacházejí malby s hudební tematikou ze začátku 18. století, následně doplněné a opravené na počátku 20. století. Celý interiér včetně tvaroslovných článků pokrývá pozdně barokní iluzivní malba. Po obou stranách presbytáře jsou umístěny chórové lavice z roku 1511, malířsky vyzdobené.
Celému interiéru dominuje hlavní oltář z roku 1709 ve zlatých barvách, který zaplňuje celou čelní stěnu svatyně. Na oltáři jsou plastiky ze začátku 16. století. Uprostřed hlavního oltáře je umístěna gotická oltářní skříň, která se zachovala z roku kolem 1511 z dílny Mistra Pavla z Levoče. V kostele se také nachází ještě jedna vzácná historická památka ze středověku. Jde o bronzovou křtitelnici, která byla ulitá v roce 1463.

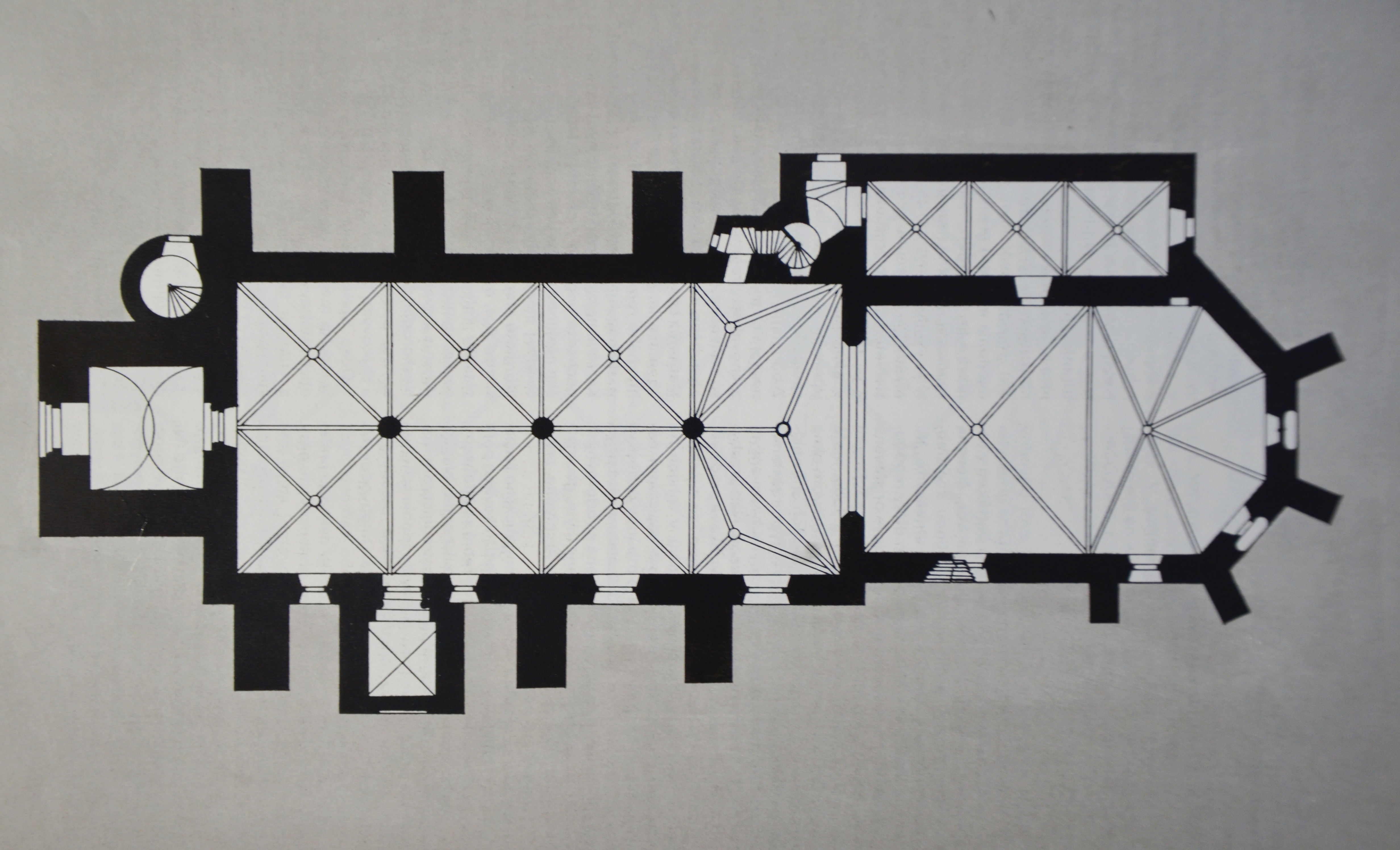
Půdorys kostela

Hlavní oltář doplňují dva boční, které stojí po stranách dvojlodí. Na levé straně se nachází oltář svatého Pavla a vpravo oltář apoštola Tomáše. Oltář svatého Pavla z roku 1766, sestává z bohatého rokajovým zlatého rámu a obrazu Obrácení svatého Pavla (olej na plátně, 250x150 cm), po stranách jsou plastiky sv. Jana a Matouše apoštola. Oltář apoštola Tomáše z 2. poloviny 18. století, taktéž s bohatým rokajovým rámem s obrazem sv. Tomáše (olej na plátně, 250x150 cm), po stranách dvě plastiky svatého Lukáše a apoštola Marka.

## Zajímavosti
Zajímavá je už samotná poloha kostela, který se tyčí nad městem na kopci a tak dominuje svému okolí. Kostel je obklopen zděnou ohradou, za kterou byl původně hřbitov. Ve věži se nachází vzácný zvon, který byl ulit zvonaři Pavlem Gaalem a Janem Wagnerem v roce 1475. Kostel Nanebevzetí Panny Marie je také považován za největší dvoulodní sakrální stavbu na Spiši. Kostel se z velké části zachoval ve své středověké podobě.
Na průčelích kostela se zachovalo několik architektonických významných památek. Na jižním průčelí je to gotický portál ze 13. století vedoucí původně do svatyně, který ale byl později zazděn. Na témže průčelí bylo v 20. století objeveny malé kulaté gotické okno ve tvaru raně gotické rozety. Patří k nejstarším památkám kostela, také k ojedinělým, jelikož se takový typ rozety objevuje na Slovensku jen zřídka.

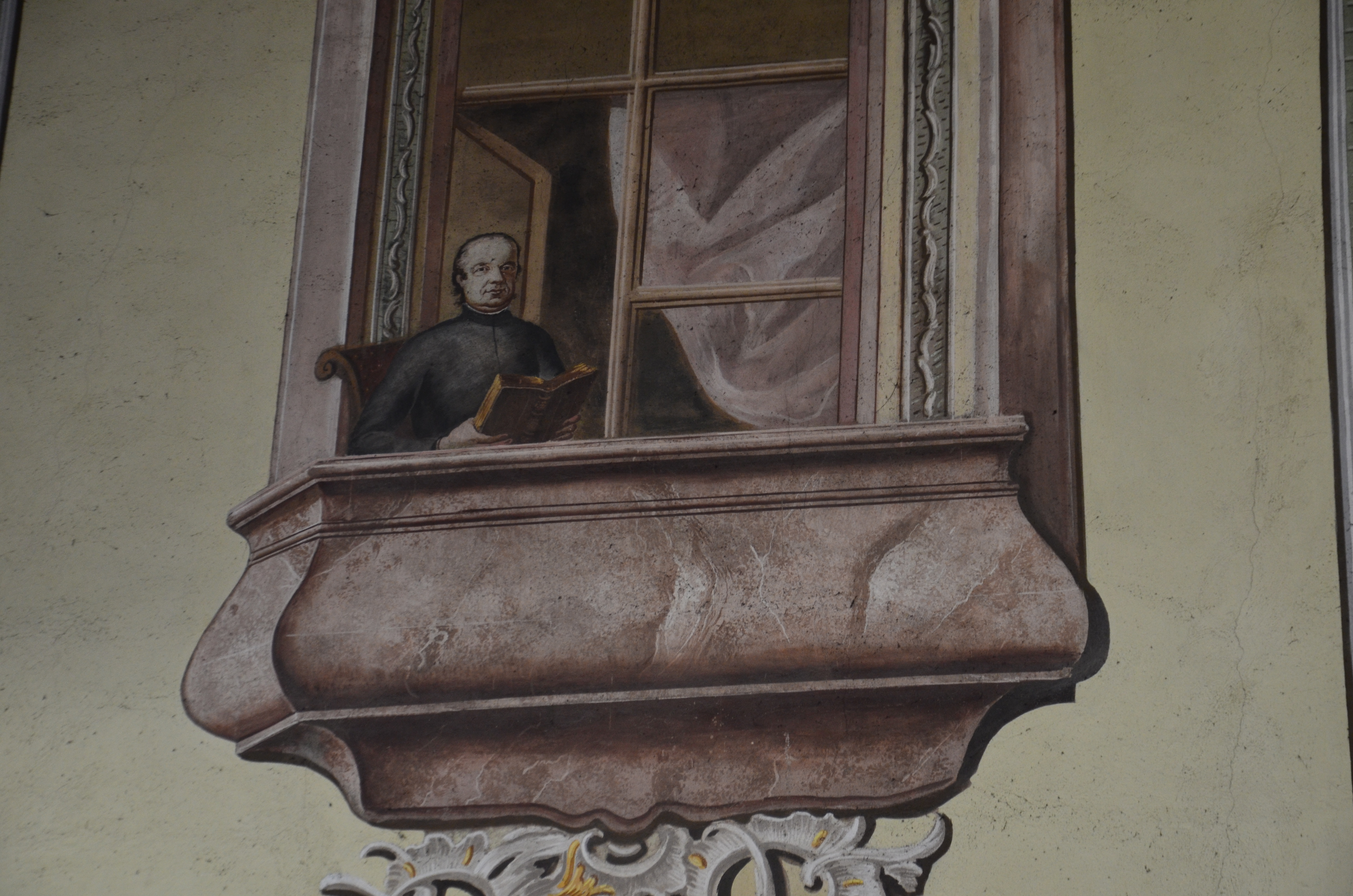
Piarista P. Anton Wisniewski, který realizoval výmalbu interiéru je vyobrazen na severní stěně presbytáře.

Podle některých odborníků mohl být původní pozdně kostel podstatně menší než současná stavba. Při raně gotické přestavbě byla prodloužena loď a přistavěn kvadratický presbytář.
Součástí vybavení interiéru je také bronzová křtitelnice z roku 1463. Klenby kostela nesou tři polygonální pilíře, které ho rozdělují na dvě lodě. Východní je 13boký s průměrem 72 cm, ostatní dva jsou 10boké s průměrem 62 cm. Na sloupech jsou zachycena gotická žebra elegantní křížové klenby. Konzoly několika žeber mají tvar lidských tváří.
Zajímavost kostela vyzdvihuje pozdně iluzivní malba. Autorem maleb je P. Anton Wisniewski, který je zároveň vyobrazen na levé straně svatyně.
Velmi významným dominantním prvkem celého kostela je jeho hlavní oltář, který zaplňuje celou čelní stěnu svatyně. Původem je to oltář barokní z roku kolem 1709 z dílny slavného levočského mistra švédského původu Vavřince Olafa Engelholma. Na oltáři převládá černá barva, kterou elegantně doplňuje barva zlatá. Je považován za velmi výjimečný a významný oltář vysoké umělecké a duchovní hodnoty. Uprostřed oltáře je umístěna pozdně gotická oltářní skříň z původního oltáře z dílny Mistra Pavla z Levoče z roku kolem 1511.

## Galerie

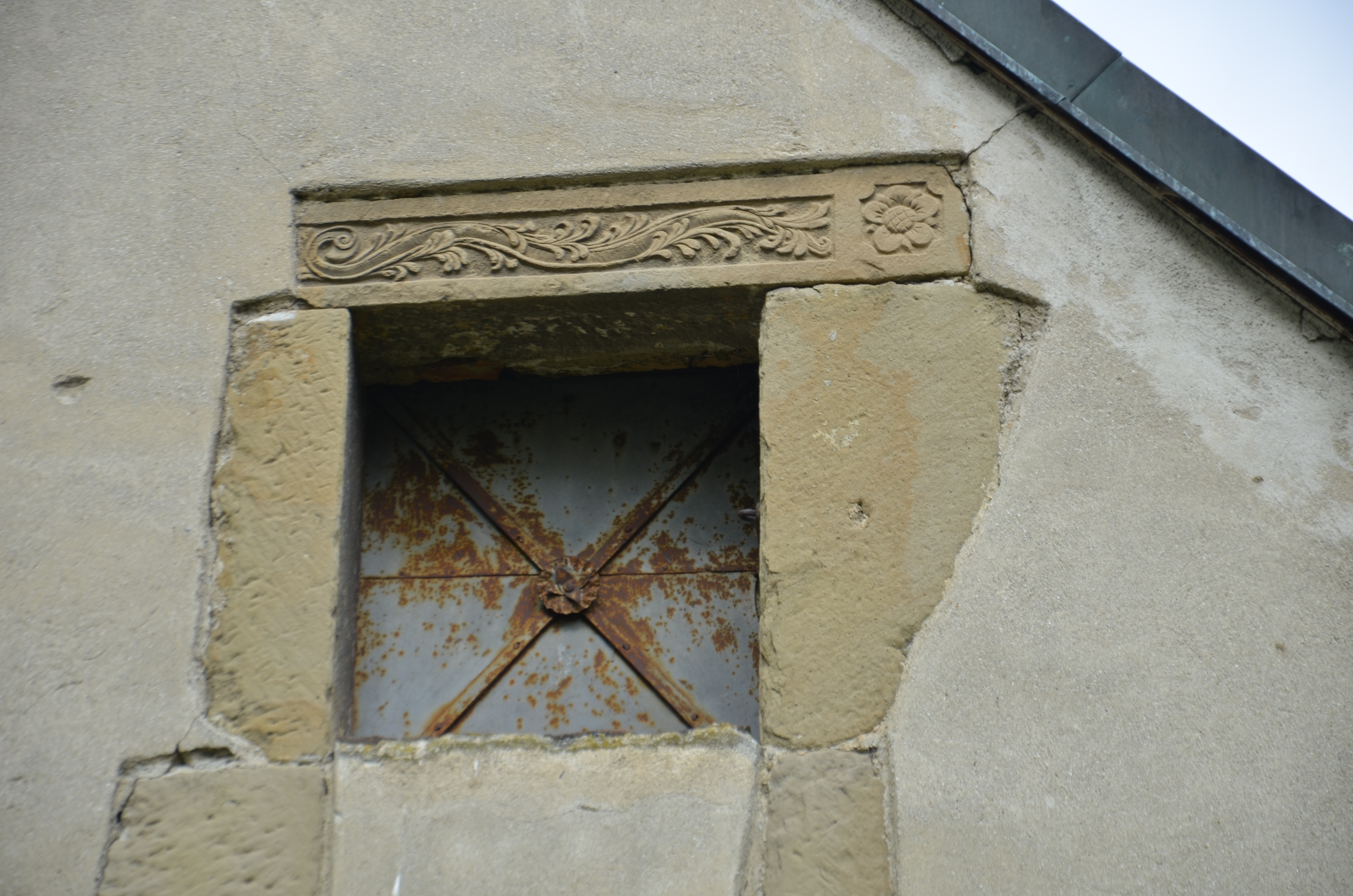
Detail ostění malého okna sakristie
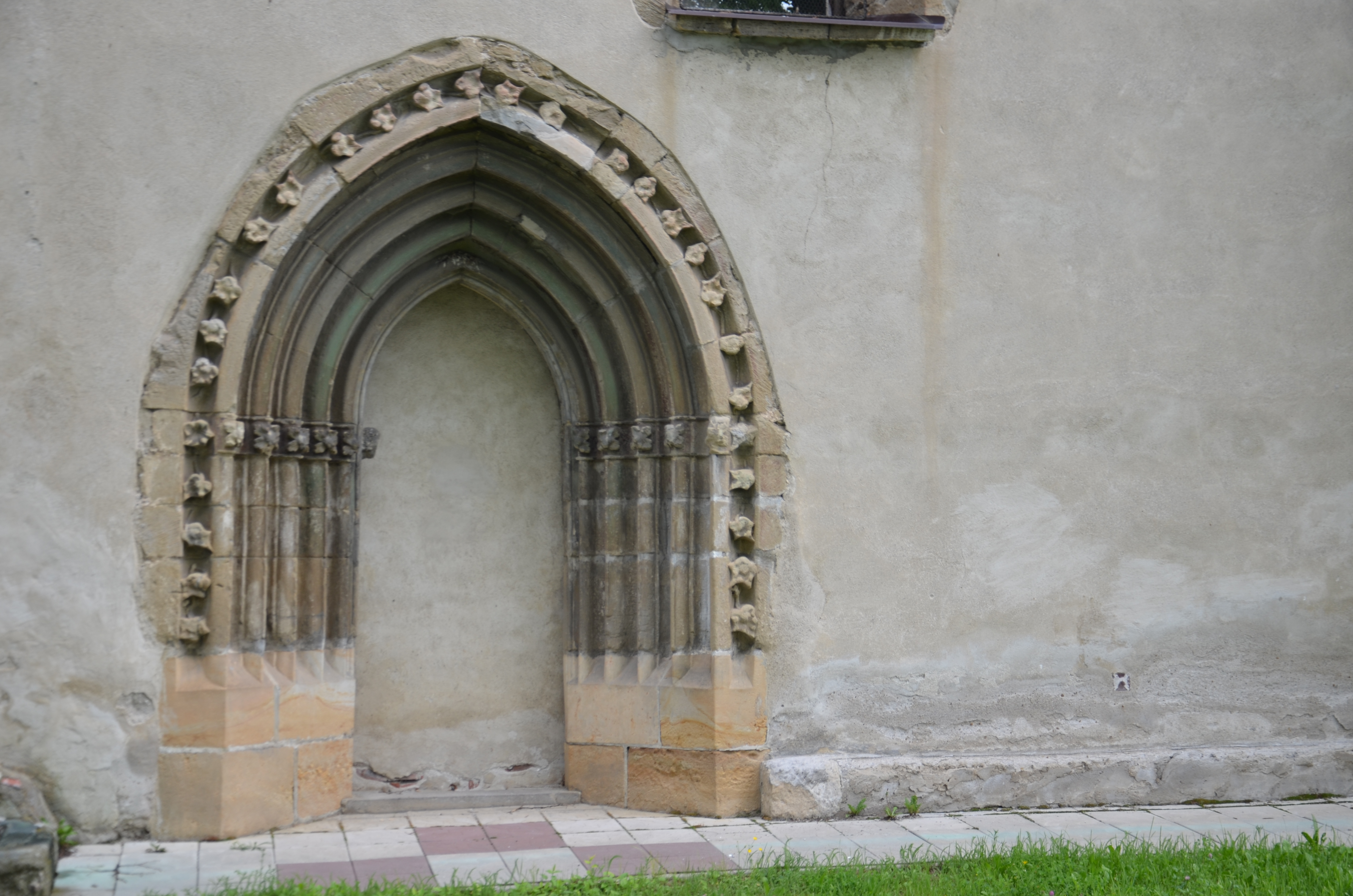
Gotický portál v jižním průčelí kostola
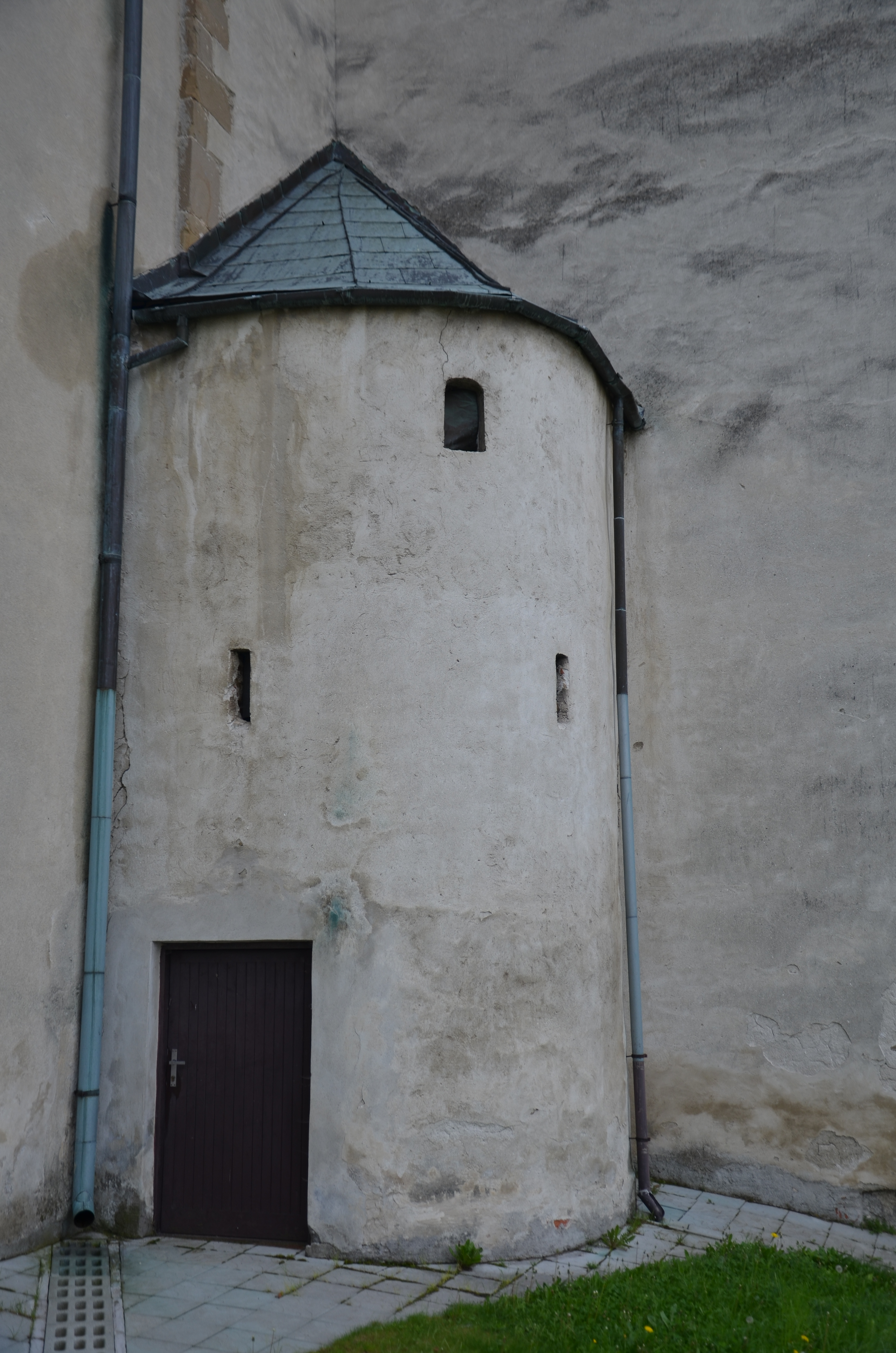
Rotundový vstup do veže
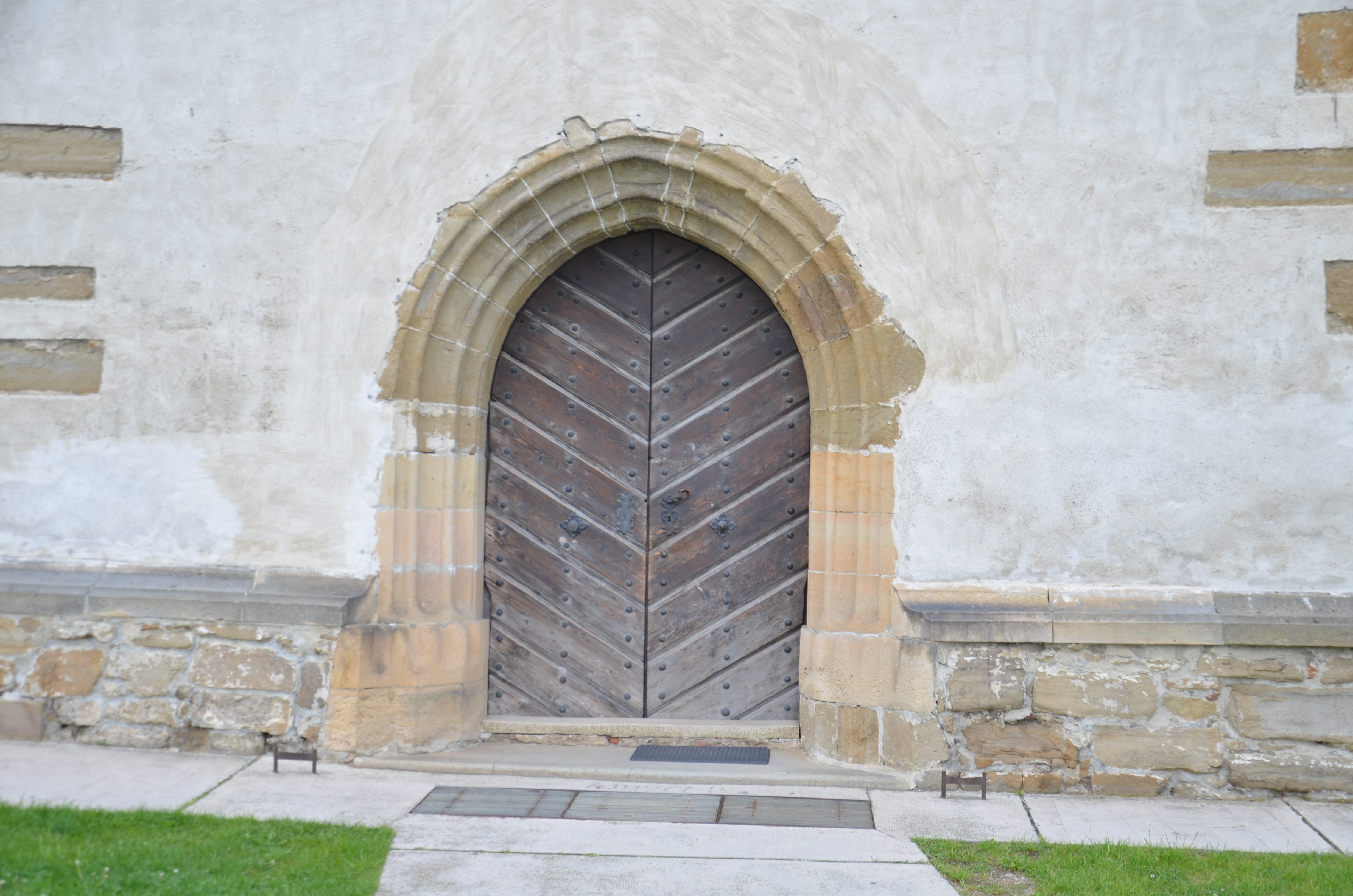
Hlavní vstup do kostela ze západní strany s gotickým portálem
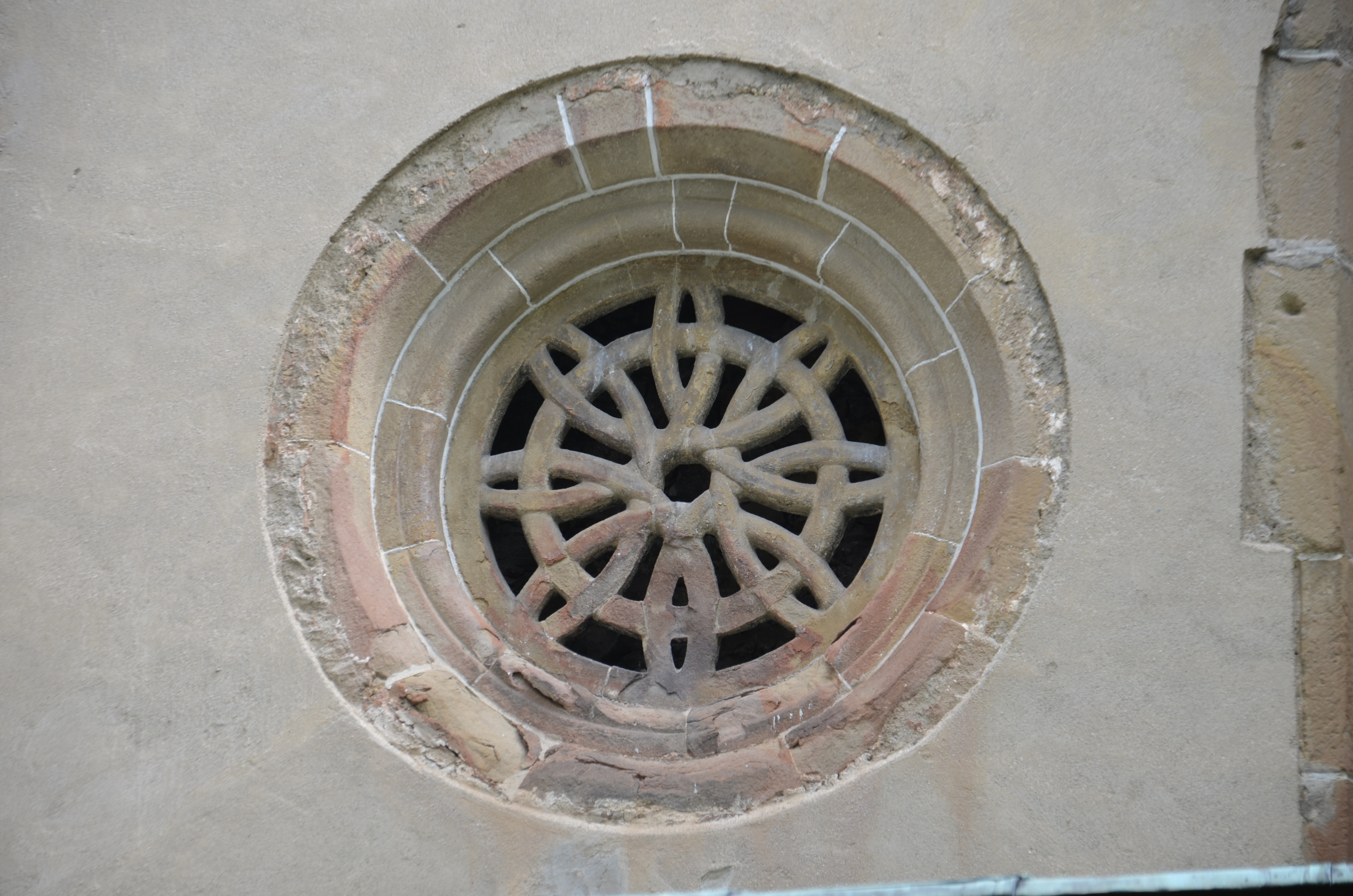
Gotické rozetové okno na jižním průčelí, znovuobjevené až ve 20. století
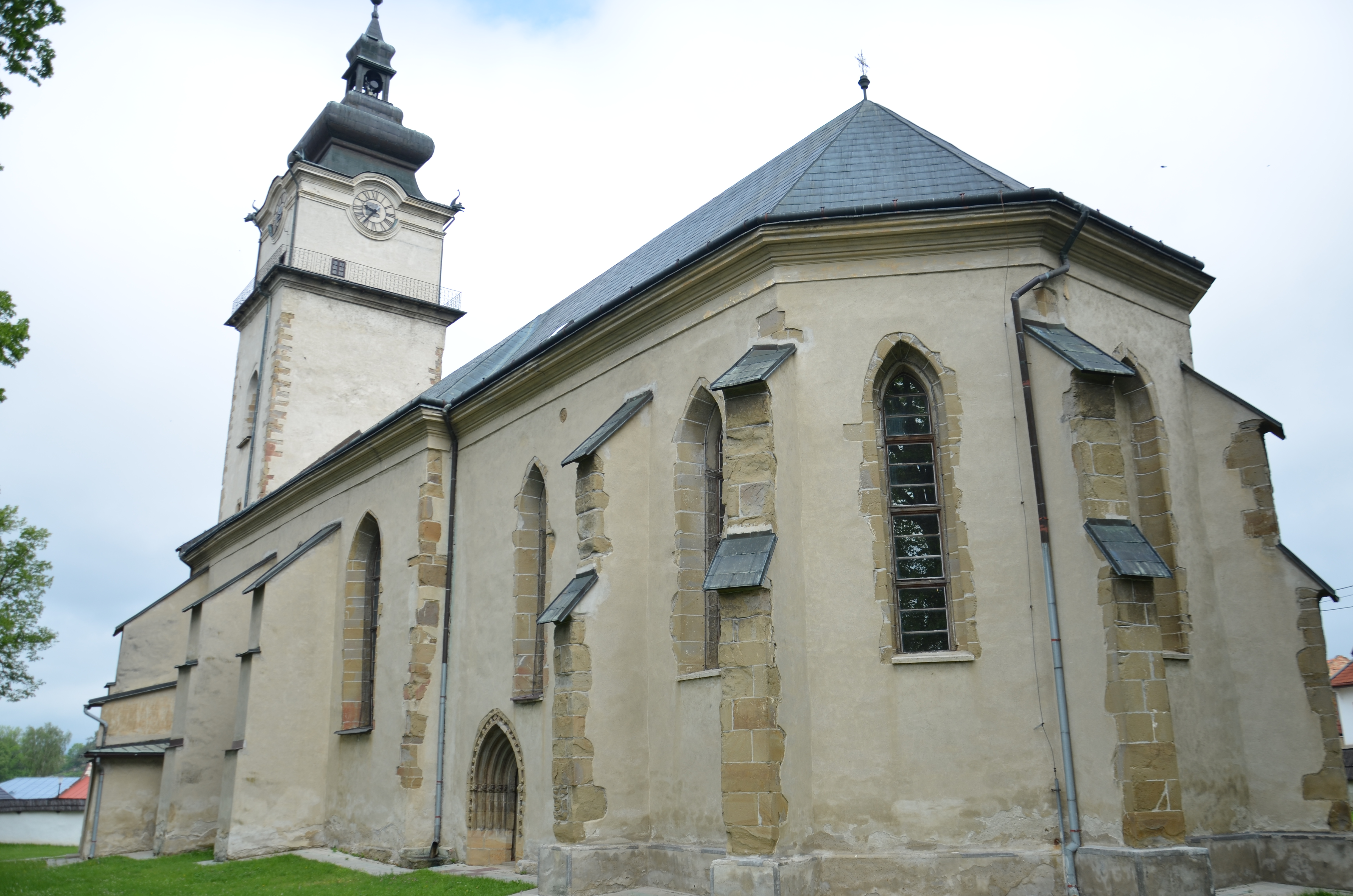
Pohled na závěr kostela od jihozápadu.
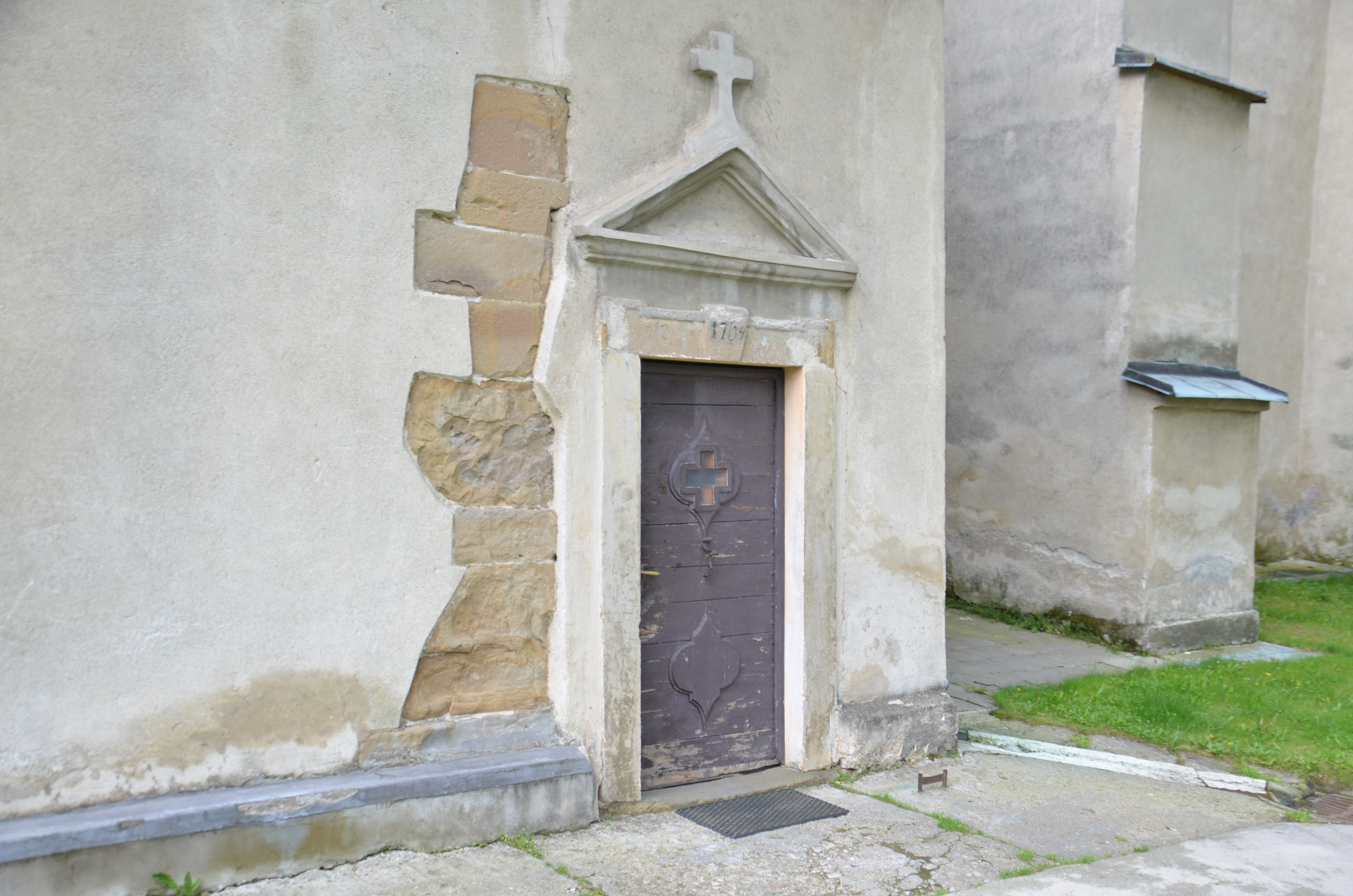
Portál a vstup do sakristie
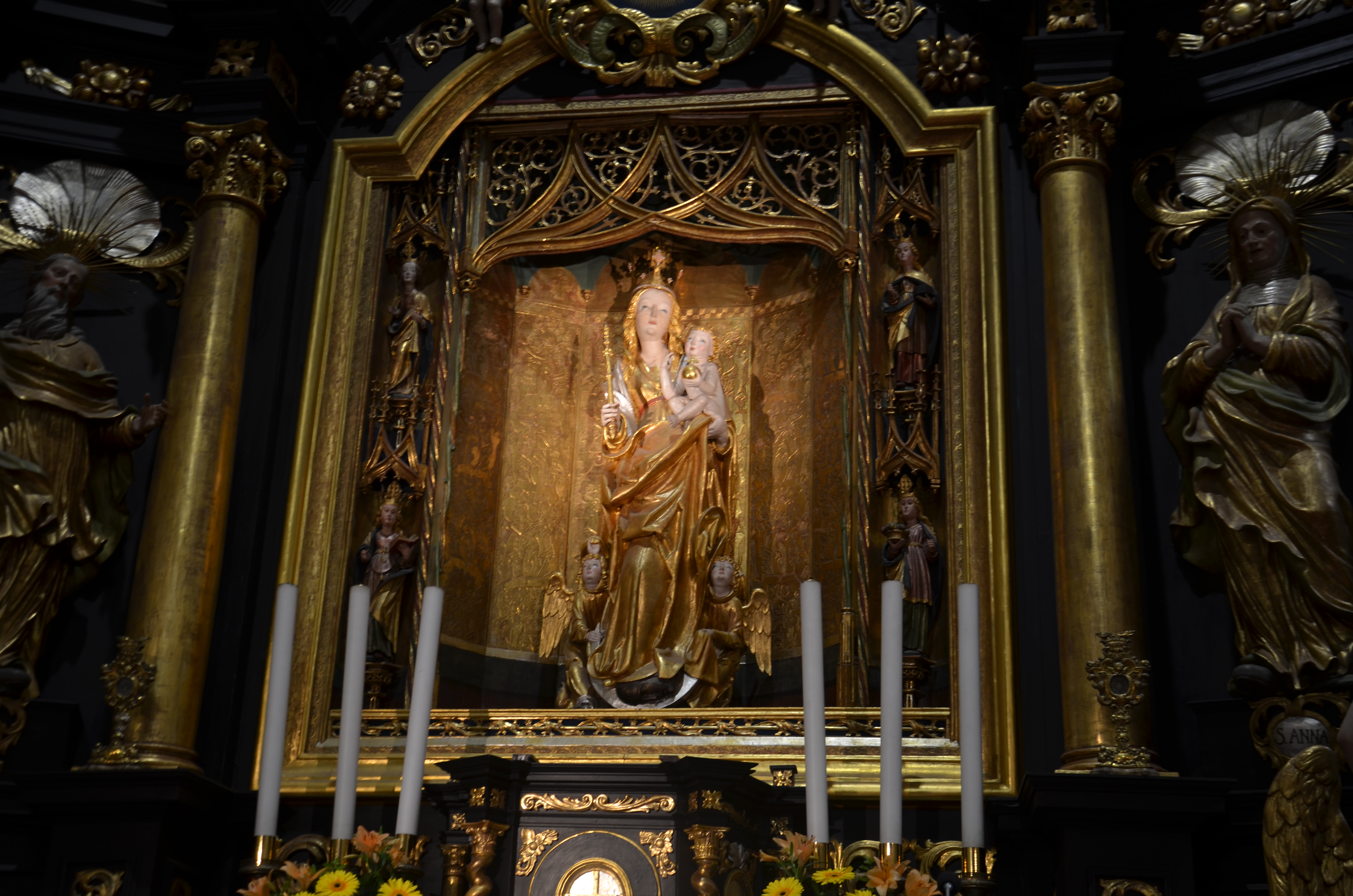
Socha Madony s Ježíškem z dílny Mistra Pavla z Levoče
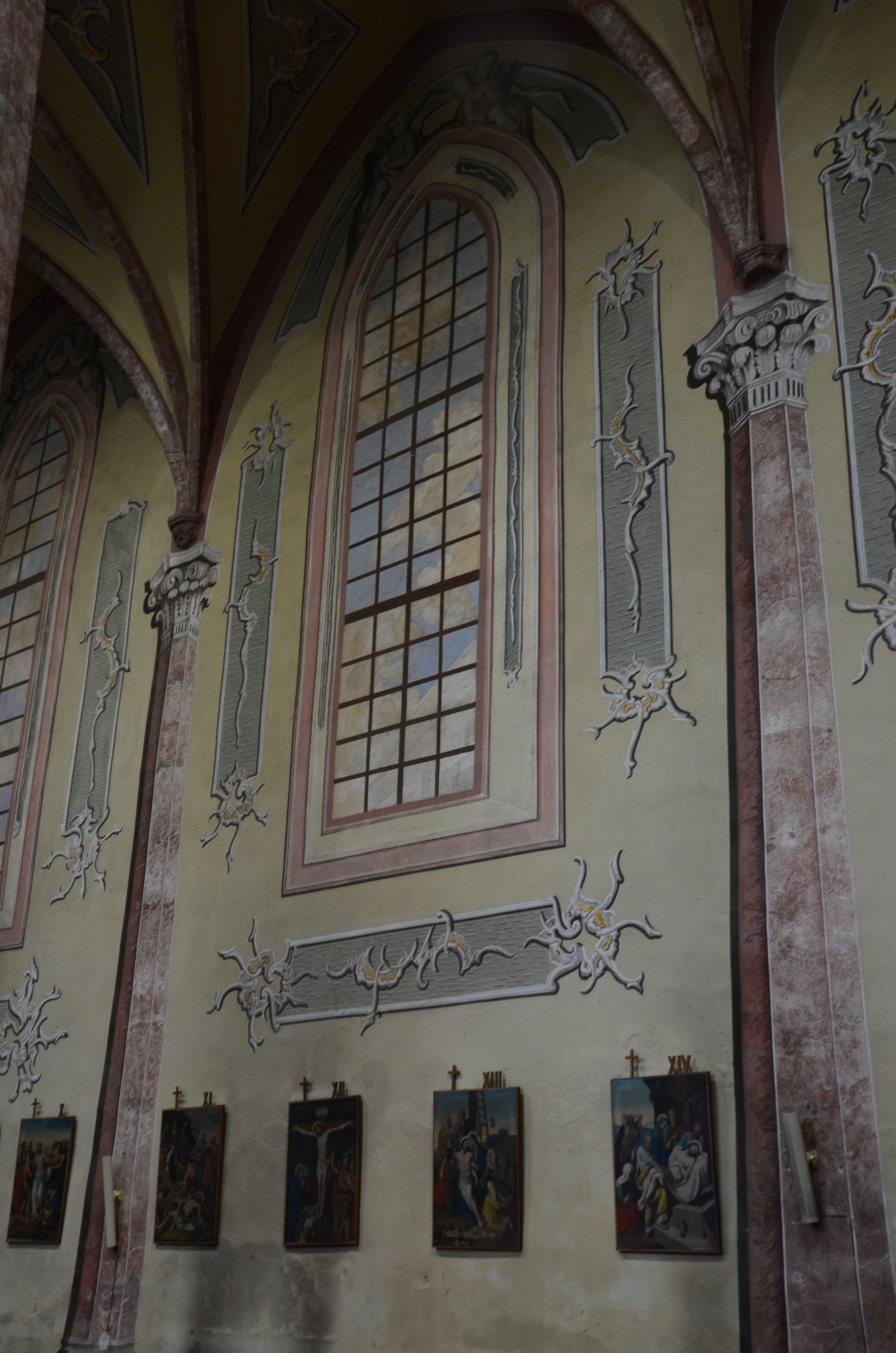
Iluzivní malba, která napodobňuje některé hlavní časti kostela (okna, sloupy)
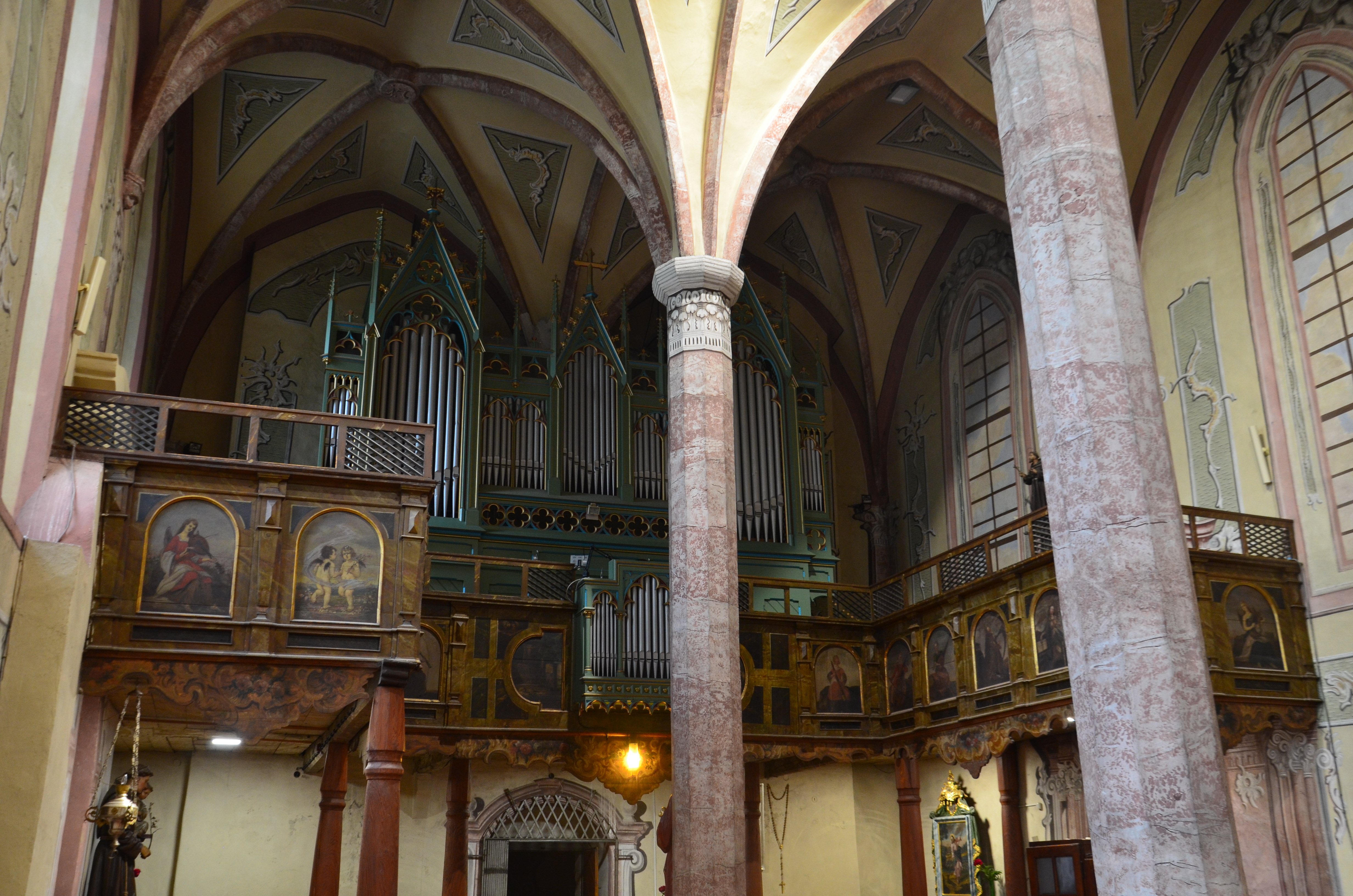
Dřevěná empora
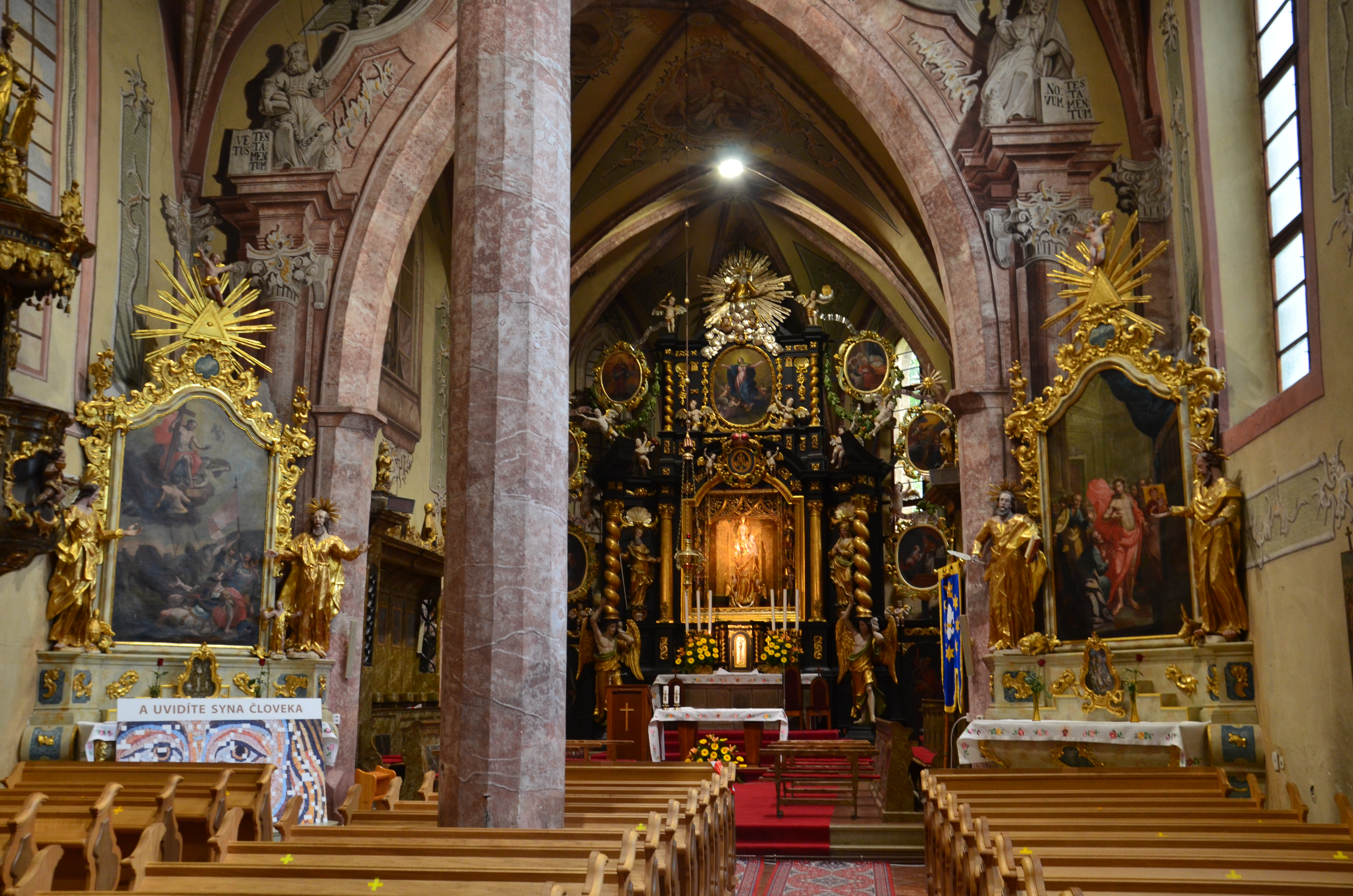
Pohled z lodi do kněžiště, patrné jsou tři oltáře.
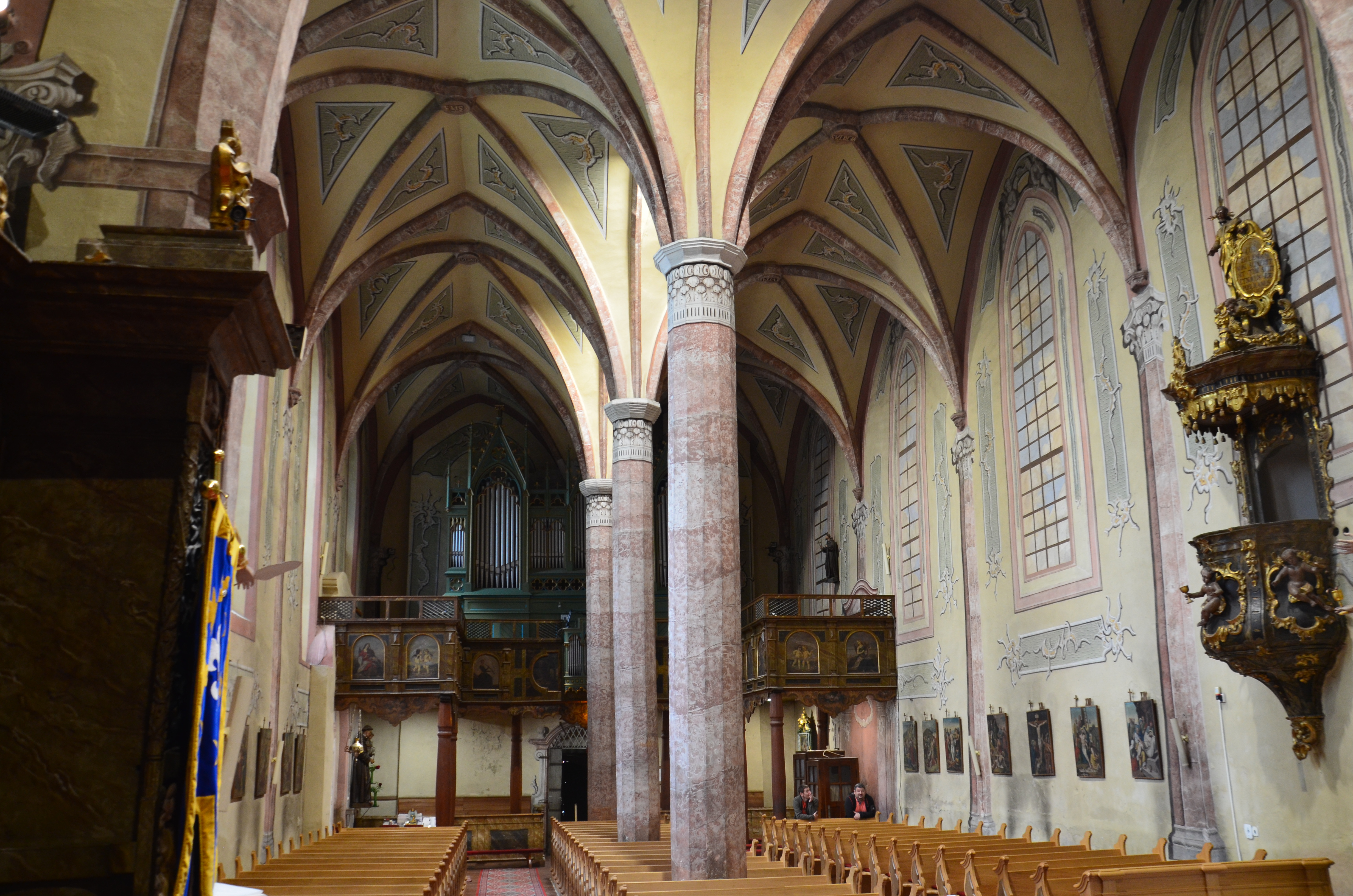
Pohled od kněžiště do dvoulodí.
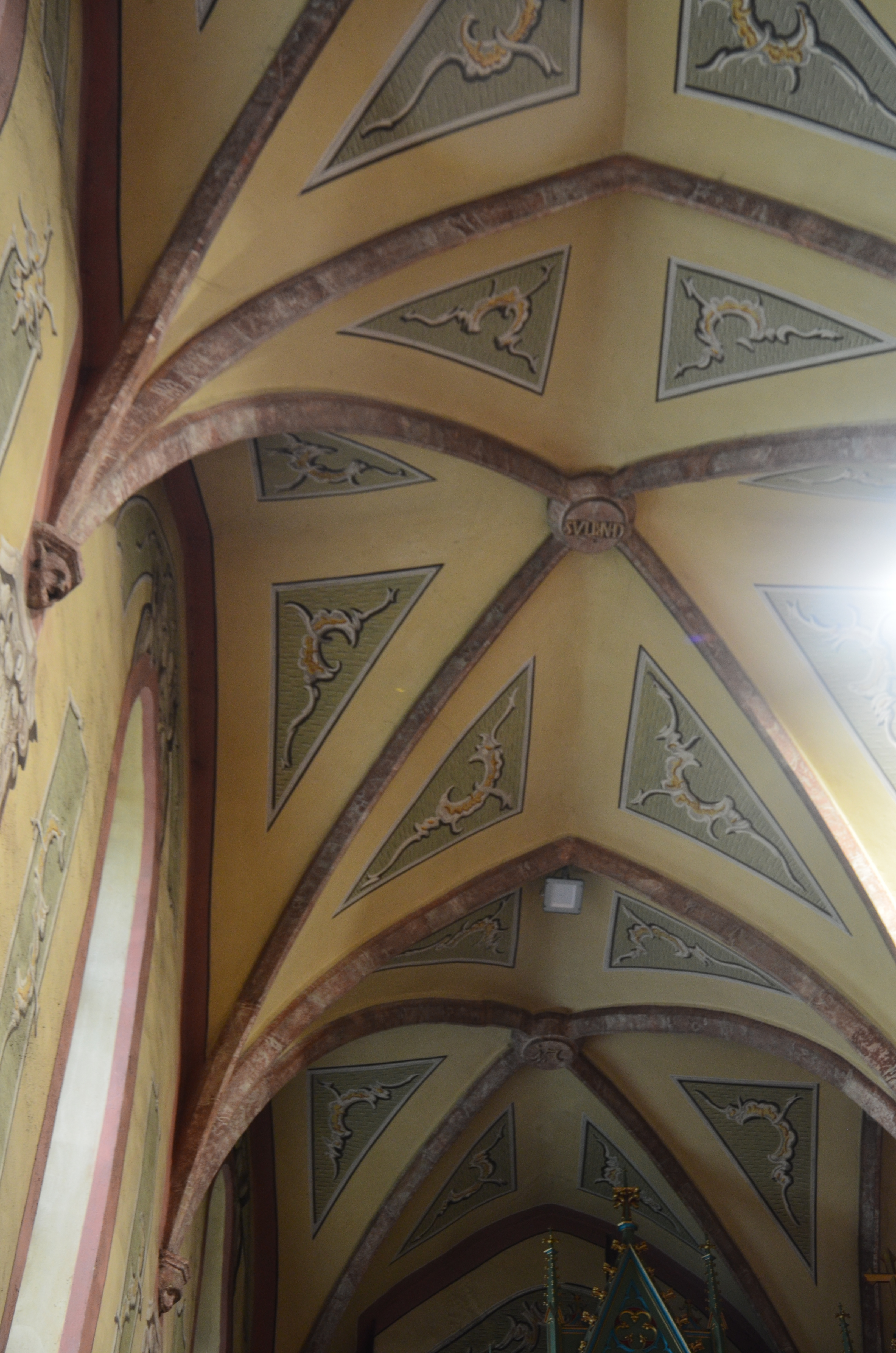
Krížova klenba dvojlodia
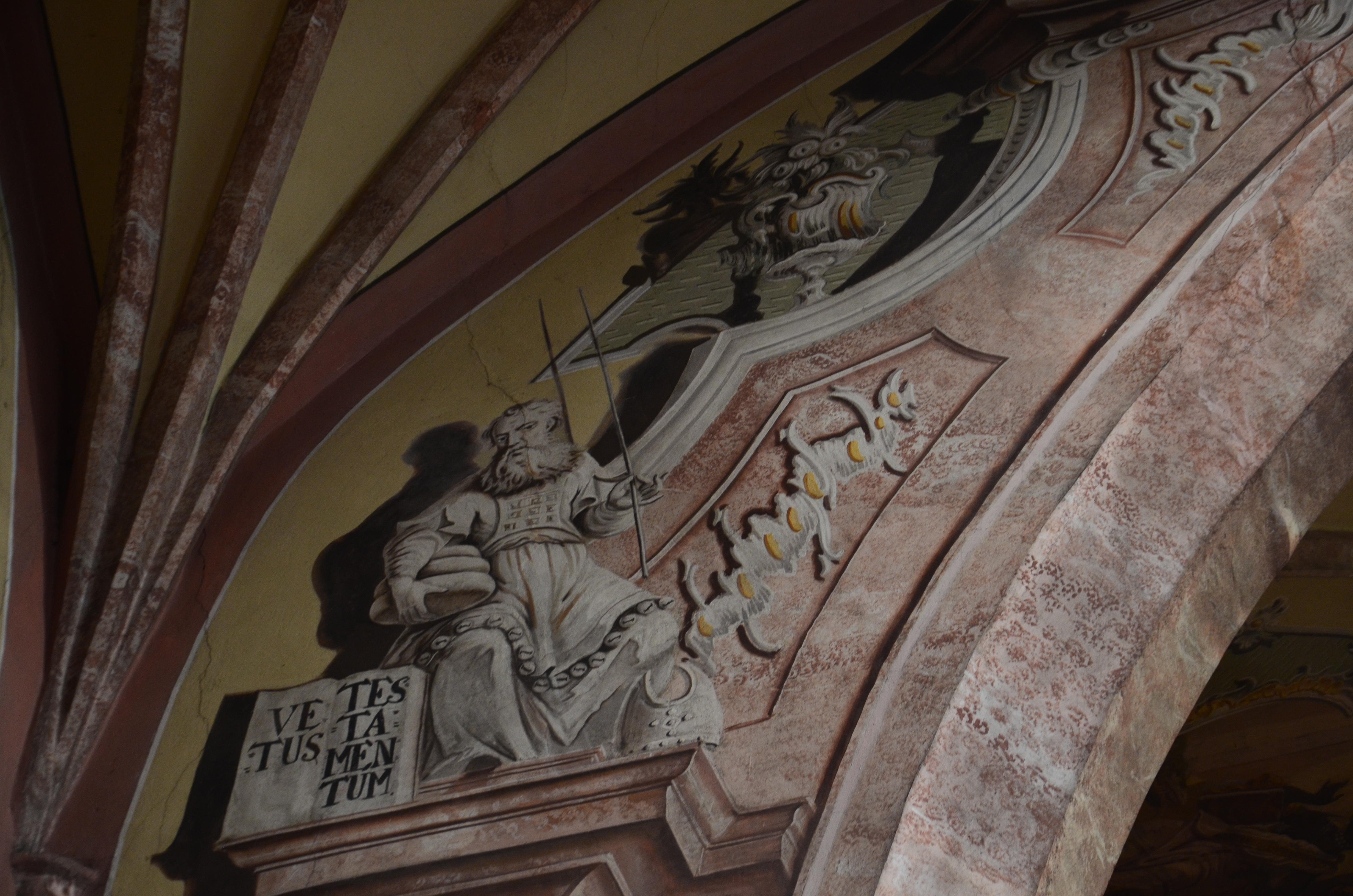
Detail iluzivní malby